# Customs
Pour les articles homonymes, voir Custom.
Customs est un groupe belge de rock, originaire de la région de Louvain, en Flandre, actif entre 2008 et 2018.

## Histoire
Le groupe est formé en 2008 dans la région de Louvain et chante en anglais. Leur premier single Rex passe 5 semaines dans l'Ultratip 30 et entre dans l'Ultratop 50 le 11 juillet 2009, restant dans les charts pendant 11 semaines non consécutives. La chanson atteint la première place dans De Afrekening, le hit-parade alternatif de la station de radio Studio Brussel. En septembre 2009, leur deuxième single, Justine, est publié. Leur premier album, Enter the characters, sort le 26 octobre 2009.
Le 6 janvier 2010, Rex est classé premier dans le Final Bill 2009. Justine est classée 22e dans la même liste. Leur deuxième album, Harlequins of Love, sort le 23 septembre 2011. Le troisième album studio sort le 31 janvier 2014 et s'intitule The Market.
Le 15 février 2018, ils annoncent qu'ils quittent le groupe, mais leur nouvel album Magik sortira tout de même le 23 février 2018 dans un emballage sur vinyle avec un CD bonus dans une édition numérotée de seulement 100 exemplaires. Magik est toutefois disponible en ligne.